# 小阿弥郵便局
小阿弥郵便局（こあみゆうびんきょく）は、青森県北津軽郡板柳町大字大俵にある郵便局。

## 所在地
- 青森県北津軽郡板柳町大字大俵字富永49-2

## 歴史
- 1921年（大正10年）5月26日 - 無集配三等郵便局として開局。当時の住所は、大字大俵字片田野135番地[1]。
- 1935年（昭和10年）6月16日 - 郵便集配業務取扱開始。当時の担当区域は、小阿弥村･沿川村･梅沢村[1]。
- 1936年（昭和11年）6月11日 - 電報電話事務取扱開始[1]。
- 1943年（昭和18年）11月1日 - 大字牡丹森字鴨泊247番地に移転[1]。
- 1949年（昭和24年）6月5日 - 大字大俵字富永49番地（現在地）に移転[1]。
- 1966年（昭和41年）8月14日 - 電話交換業務と電報事務が、新設された電電公社板柳電報電話局に移管[1][2]。
- 1968年（昭和43年）9月9日 - 担当区域から梅沢地区（旧:梅沢村）が除かれる[1][3]。
- 1989年（平成元年）10月23日 - 集配業務が、板柳郵便局へ移管。

## 取扱内容
- 郵便、印紙、ゆうパック、内容証明
- 貯金、為替、振替、振込、国債、貸付
  - 外貨両替や小切手払は扱わない。
- 生命保険、がん保険、バイク自賠責保険、自動車保険
- ゆうちょ銀行ATM（払い込み対応機種）

## 定休日
- 窓口 - 土日祝と年末年始
- ATM - 土曜日午後・日祝日・正月3が日

## 周辺
- 板柳町立小阿弥小学校
- ぼたんの森公園（冬季閉鎖）
- 小阿弥診療所
- NTT東日本小阿弥電話交換所

## アクセス
- 板柳町中心部から約4.4km、車で約9分。
- 青森県道38号五所川原黒石線沿い
- 駐車場:車3台分